# Штиглер, Карл
Карл Шти́глер (нем. Karl Stiegler; 27 января 1876, Вена — 5 июня 1932) — австрийский валторнист и музыкальный педагог, солист оркестров Висбаденского государственного театра, Венской государственной оперы и Венского филармонического оркестра, профессор Венской консерватории.

## Биография
Среди учеников Карла Штиглера было много известных валторнистов, включая Готфрида фон Фрайберга, Хольгера Франсмана, Ганса Бергера и других. Карл Штиглер был в личных дружеских отношениях со многими выдающимися музыкантами своего времени: Густавом Малером, Бруно Вальтром, Арнольдом Шёнбергом, Францем Шмидтом и Максом Регером. Двое братьев Карла Штиглера также были известными музыкантами: Ханс Штиглер — трубачом, а Адольф Штиглер — тромбонистом.